# 2001年のNBAドラフト
2001年のNBAドラフトは、2001年度のNBAドラフト。2001年6月27日、アメリカ合衆国のニューヨークに所在するマディソン・スクエア・ガーデンで開催された。

## ドラフト指名
| PG | ポイントガード | SG | シューティングガード | SF | スモールフォワード | PF | パワーフォワード | C | センター |

| * | バスケットボール殿堂入り      |
| ^ | 現役プレーヤー                |
| S | NBAオールスター               |
| A | オールNBAチーム               |
| R | NBAオールルーキーチーム       |
| D | NBAオールディフェンシブチーム |
| C | NBAチャンピオン               |
| F | ファイナルMVP                 |
| # | NBAでのプレー経験なし         |
| M | シーズンMVP                   |

### 1巡目
| 指名順 | 選手名                            | 経歴      | 国籍                                            | 指名チーム                                                                                          | 出身校など                                    |
| ------ | --------------------------------- | --------- | ----------------------------------------------- | --------------------------------------------------------------------------------------------------- | --------------------------------------------- |
| 1      | クワミ・ブラウン (C)              |           | アメリカ合衆国                                  | ワシントン・ウィザーズ                                                                              | グリン・アカデミー高校 (ジョージア州)         |
| 2      | タイソン・チャンドラー (C)        | S A D C   | アメリカ合衆国                                  | ロサンゼルス・クリッパーズ (エルトン・ブランドとのトレードでシカゴ・ブルズに移籍)                   | ドミンゲス高校 (カリフォルニア州)             |
| 3      | パウ・ガソル (C)                  | * S A R C | スペイン                                        | アトランタ・ホークス (シャリーフ・アブドゥル＝ラヒームとのトレードでメンフィス・グリズリーズに移籍) | FCバルセロナ (スペインリーグ)                 |
| 4      | エディ・カリー (C)                | C         | アメリカ合衆国                                  | シカゴ・ブルズ                                                                                      | ソーンウッド高校 (イリノイ州サウスホーランド) |
| 5      | ジェイソン・リチャードソン (SG)   | R         | アメリカ合衆国                                  | ゴールデンステート・ウォリアーズ                                                                    | ミシガン州立大学                              |
| 6      | シェーン・バティエ (F/G)          | R D C     | アメリカ合衆国                                  | メンフィス・グリズリーズ                                                                            | デューク大学                                  |
| 7      | エディ・グリフィン (F)            |           | アメリカ合衆国                                  | ニュージャージー・ネッツ (ヒューストン・ロケッツにトレード)                                         | シートンホール大学                            |
| 8      | サガナ・ジョップ (C)              |           | セネガル                                        | クリーブランド・キャバリアーズ                                                                      | オークヒル・アカデミー高校 バージニア州)      |
| 9      | ロドニー・ホワイト (SF)           |           | アメリカ合衆国                                  | デトロイト・ピストンズ                                                                              | ノースカロライナ大学                          |
| 10     | ジョー・ジョンソン (SG)           | S A R     | アメリカ合衆国                                  | ボストン・セルティックス                                                                            | アーカンソー大学                              |
| 11     | ケドリック・ブラウン (SF)         |           | アメリカ合衆国                                  | ボストン・セルティックス (元はデンバー・ナゲッツの指名権)                                           | Okaloosa-Walton CC                            |
| 12     | ウラジミール・ラドマノビッチ (SF) |           | ボスニア・ヘルツェゴビナ セルビア・モンテネグロ | シアトル・スーパーソニックス                                                                        | FMP Zeleznik (ユーゴスラビア)                 |
| 13     | リチャード・ジェファーソン (SF)   | R C       | アメリカ合衆国                                  | ヒューストン・ロケッツ (ネッツにトレード)                                                           | アリゾナ大学                                  |
| 14     | トロイ・マーフィー (PF)           |           | アメリカ合衆国                                  | ゴールデンステート・ウォリアーズ (元はインディアナ・ペイサーズの指名権)                             | ノートルダム大学                              |
| 15     | スティーブン・ハンター (C)        |           | アメリカ合衆国                                  | オーランド・マジック                                                                                | デポール大学                                  |
| 16     | カーク・ヘイストン (PF)           |           | アメリカ合衆国                                  | シャーロット・ホーネッツ                                                                            | インディアナ大学                              |
| 17     | マイケル・ブラッドリー (PF)       |           | アメリカ合衆国                                  | トロント・ラプターズ                                                                                | ビラノバ大学                                  |
| 18     | ジェイソン・コリンズ (C)          |           | アメリカ合衆国                                  | ヒューストン・ロケッツ (ニックスからサンズとマジックを経由して) (ネッツにトレード)                  | スタンフォード大学                            |
| 19     | ザック・ランドルフ (PF)           | S A       | アメリカ合衆国                                  | ポートランド・トレイルブレイザーズ                                                                  | ミシガン州立大学                              |
| 20     | ブレンダン・ヘイウッド (C)        | C         | アメリカ合衆国                                  | クリーブランド・キャバリアーズ (マジックを経由してウィザーズにトレード) (元はヒートの指名権)        | ノースカロライナ大学                          |
| 21     | ジョセフ・フォーテ (SG)           |           | アメリカ合衆国                                  | ボストン・セルティックス (元はサンズの指名権)                                                       | ノースカロライナ大学                          |
| 22     | ジェリル・サッサー (SG)           |           | アメリカ合衆国                                  | オーランド・マジック (バックスからロケッツを経由して)                                               | 南メソジスト大学                              |
| 23     | ブランドン・アームストロング (SG) |           | アメリカ合衆国                                  | ヒューストン・ロケッツ (マーベリックスからマジックを経由してネッツにトレード)                       | ペパーダイン大学                              |
| 24     | ラウル・ロペス (PG)               |           | スペイン                                        | ユタ・ジャズ                                                                                        | レアル・マドリード・バロンセスト (リーガACB)  |
| 25     | ジェラルド・ウォーレス (SF)       | S D       | アメリカ合衆国                                  | サクラメント・キングス                                                                              | アラバマ大学                                  |
| 26     | サミュエル・ダレンベア (C)        |           | カナダ                                          | フィラデルフィア・セブンティシクサーズ                                                              | シートンホール大学                            |
| 27     | ジャマール・ティンズリー (PG)     | R         | アメリカ合衆国                                  | バンクーバー・グリズリーズ (レイカーズからニックスを経由して) (ペイサーズにトレード)                | アイオワ州立大学                              |
| 28     | トニー・パーカー (PG)             | S A R C F | フランス                                        | サンアントニオ・スパーズ                                                                            | パリ・バスケット・レーシング (フランスリーグ) |

- 注: ミネソタ・ティンバーウルブズは、ジョー・スミスと契約に関して労使協定を違反したため2001、2002、2004のドラフト1巡目指名権を失った。

### 2巡目
| 指名順 | 選手名                               | 経歴 | 国籍           | 指名チーム                                                                    | 出身校など                                    |
| ------ | ------------------------------------ | ---- | -------------- | ----------------------------------------------------------------------------- | --------------------------------------------- |
| 30     | トレントン・ハッセル (SG)            |      | アメリカ合衆国 | シカゴ・ブルズ                                                                | オースティン・ピー大学                        |
| 31     | ギルバート・アリーナス (PG)          | S A  | アメリカ合衆国 | ゴールデンステート・ウォリアーズ                                              | アリゾナ大学                                  |
| 32     | オマール・クック (PG)                |      | アメリカ合衆国 | オーランド・マジック (デンバーにトレード。元はワシントン・ウィザーズの指名権) | セントジョンズ大学                            |
| 33     | ウィル・ソロモン (PG)                |      | アメリカ合衆国 | バンクーバー・グリズリーズ                                                    | クレムソン大学                                |
| 34     | テレンス・モリス (SF)                |      | アメリカ合衆国 | アトランタ・ホークス (ロケッツにトレード)                                     | メリーランド大学                              |
| 35     | ブライアン・スカラブリニ (PF)        | C    | アメリカ合衆国 | ニュージャージー・ネッツ                                                      | 南カリフォルニア大学                          |
| 36     | ジェフ・トリパニエ (SG)              | #    | アメリカ合衆国 | クリーブランド・キャバリアーズ                                                | 南カリフォルニア大学                          |
| 37     | デイモン・ブラウン (SF)              |      | アメリカ合衆国 | フィラデルフィア・セブンティシクサーズ (元はクリッパーズの指名権)             | シラキュース大学                              |
| 38     | メメット・オカー (C/F)               | S C  | トルコ         | デトロイト・ピストンズ                                                        | トファシュ・ブルサ (トルコリーグ)             |
| 39     | マイケル・ライト (PF)                |      | アメリカ合衆国 | ニューヨーク・ニックス (セルティックスからソニックスを経由して)               | アリゾナ大学                                  |
| 40     | アール・ワトソン (PG)                |      | アメリカ合衆国 | シアトル・スーパーソニックス                                                  | UCLA                                          |
| 41     | ジェイミソン・ブリュワー (PG)        | #    | アメリカ合衆国 | インディアナ・ペイサーズ                                                      | オーバーン大学                                |
| 42     | ボビー・シモンズ (F/G)               |      | アメリカ合衆国 | シアトル・スーパーソニックス (ウィザーズにトレード)                           | デポール大学                                  |
| 43     | エリック・チェノウィズ (C)           |      | アメリカ合衆国 | ニューヨーク・ニックス (元はソニックスの指名権)                               | カンザス大学                                  |
| 44     | カイル・ヒル (PG)                    |      | アメリカ合衆国 | ダラス・マーベリックス (元はロケッツの指名権)                                 | イースタンイリノイ大学                        |
| 45     | ショーン・ランプリー (SF)            |      | アメリカ合衆国 | シカゴ・ブルズ (元はホーネッツの指名権)                                       | カリフォルニア大学                            |
| 46     | ローレン・ウッズ (C)                 |      | アメリカ合衆国 | ミネソタ・ティンバーウルブズ                                                  | アリゾナ大学                                  |
| 47     | ウスマン・シセ (PF)                  |      | マリ           | デンバー・ナゲッツ (元はラプターズの指名権)                                   | St. Jude HS (アラバマ州モンゴメリー)          |
| 48     | アントニオス・フォツィス (PF)        |      | ギリシャ       | バンクーバー・グリズリーズ (元はニックスの指名権)                             | パナシナイコスBC (ギリシャ)                   |
| 49     | ケン・ジョンソン (C)                 |      | アメリカ合衆国 | マイアミ・ヒート                                                              | オハイオ州立大学                              |
| 50     | ルーベン・ブーンチェ・ブーンチェ (C) |      | カメルーン     | ポートランド・トレイルブレイザーズ                                            | ジョージタウン大学                            |
| 51     | アルトン・フォード (PF)              |      | アメリカ合衆国 | フェニックス・サンズ                                                          | ヒューストン大学                              |
| 52     | アンドレ・ハットソン (PF)            |      | アメリカ合衆国 | ミルウォーキー・バックス                                                      | ミシガン州立大学                              |
| 53     | ジャロン・コリンズ (F/C)             |      | アメリカ合衆国 | ユタ・ジャズ                                                                  | スタンフォード大学                            |
| 54     | ケニー・サターフィールド (PG)        |      | アメリカ合衆国 | ダラス・マーベリックス                                                        | シンシナティ大学                              |
| 55     | モーリス・ジェファーズ (SG)          |      | アメリカ合衆国 | サクラメント・キングス                                                        | セントルイス大学                              |
| 56     | ロベルタス・ヤフトカス (C)           | #    | リトアニア     | サンアントニオ・スパーズ (元はレイカーズの指名権)                             | リエトゥヴォス・リータス (リトアニア・リーグ) |
| 57     | アルビン・ジョーンズ (C)             |      | ルクセンブルク | フィラデルフィア・セブンティシクサーズ                                        | ジョージア工科大学                            |
| 58     | ブライアン・ブレイシー (SF)          | #    | アメリカ合衆国 | サンアントニオ・スパーズ                                                      | オレゴン大学                                  |

## ドラフト外入団の主な選手
- カルロス・アローヨ (PG), プエルトリコ
- チャーリー・ベル (SG), ミシガン州立
- モーリス・エバンス (SG), テキサス
- ウォルテル・エルマン (SF), アルゼンチン
- ジャマリオ・ムーン (SF), メリディアン短期
- アンドレス・ノシオニ (SF), アルゼンチン
- マイク・ウィルクス (PG), ライス